# Chris Nikic
Chris Nikic (* 6. Oktober 1999 in Maitland, USA) ist ein amerikanischer Triathlet. Nikic war beim Ironman Florida 2020 der erste Mensch mit Down-Syndrom, der an einem Ironman-Wettbewerb teilnahm und ihn erfolgreich beendete. 2022 nahm er erfolgreich am Ironman Hawaii teil.

## Leben
Nikic wurde 1999 in Maitland (Florida) geboren. Mit vier Monaten musste er wegen eines Herzfehlers operiert werden. Bis zu seinem vierten Lebensjahr konnte er nicht selbständig laufen. Er konnte aufgrund seiner Behinderungen bis zu seinem fünften Lebensjahr keine feste Nahrung zu sich nehmen.
Im Alter von 17 Jahren begann er mit Unterstützung seines Vaters mit Fitnessübungen, um seine zunehmende Unbeweglichkeit und fehlende körperliche Betätigung zu bekämpfen. Über eine Zeit von drei Jahren trainierte Nikic mit seinem Vater und später mit dem 16-fachen Ironman-Teilnehmer Dan Grieb, um seinem Ziel, der erfolgreichen Teilnahme an einem Ironman-Wettbewerb, näher zu kommen. Am 9. November 2020 nahm er als erster Teilnehmer mit Downsyndrom überhaupt an einem Ironman-Wettbewerb teil. Er beendete das Rennen trotz eines Sturzes, bei dem er sich verletzte, noch knapp innerhalb der erlaubten Zeit. 2021 nahm er am Boston Marathon teil, und beendete ihn    erfolgreich. Beim Bostonmarathon 2022 konnte er seine Zeit nochmals deutlich verbessern.
2022 nahm er erfolgreich am Ironman Hawaii teil.

## Wettbewerbe
- 2020 Ironman Florida in Panama City Beach (Zeit: 16:46:09)
- 2021 Boston Marathon (Zeit: 6:01:22)
- 2022 Boston Marathon (Zeit: 5:38:51)
- 2022 Ironman World Championship auf Hawaii (Zeit: 16:31:27)

## Auszeichnungen
- 2020 Weltrekord als erster Mensch mit Down-Syndrom, der einen Ironman-Wettbewerb beendet hat[8]
- 2021 ESPY-Awards, Jimmy V Award for Perseverance[9]